# Fortunes rapides
Pour l’article homonyme, voir Quick Millions.
Pour plus de détails, voir Fiche technique et Distribution.
Fortunes rapides (titre original : Quick Millions) est un film américain réalisé par Rowland Brown, sorti en 1931.

## Synopsis
Devenu riche après avoir participé à quelques rackets, Daniel Raymond, un chauffeur de camion, désire alors épouser Dorothy Stone, une jeune femme riche dont il est amoureux. Mais elle le repousse car elle en aime un autre. Il projette alors l’enlèvement de Dorothy.

## Fiche technique
- Titre original : Quick Millions
- Réalisation : Rowland Brown
- Scénario : Rowland Brown, Ben Hecht, Courtney Perrett
- Photographie : Joseph H. August
- Direction artistique : Duncan Cramer (en)
- Costumes : Sophie Wachner
- Producteur : William Fox
- Société de production : Fox Film Corporation
- Société de distribution : Fox Film Corporation
- Pays de production :  États-Unis
- Format : Noir et blanc — 35 mm — 1,20:1 — Son : Mono (Western Electric System, Movietone)
- Métrage : 2 034 mètres (8 bobines)
- Genre : Film dramatique, Film policier, Thriller
- Durée : 72 minutes (1 h 12))
- Dates de sortie : 
  - États-Unis : 17 avril 1931
  - France : 11 décembre 1931

## Distribution
- Spencer Tracy : Daniel Raymond
- Marguerite Churchill : Dorothy Stone
- Sally Eilers : Daisy De Lisle
- Bob Burns : Arkansas Smith
- John Wray : Kenneth Stone
- George Raft : Jimmy Kirk
- Leon Ames : Hood
- Warner Richmond : Nails Markey

et parmi les acteurs non crédités : 
- Oscar Apfel : détective Capp
- Ward Bond : policier
- Edgar Kennedy : policier